# Saborsko
Saborsko es un municipio de Croacia en el condado de Karlovac.

## Geografía
Se encuentra a una altitud de 607 m s. n. m. a 141 km de la capital nacional, Zagreb.

## Demografía
En el censo 2011, el total de población del municipio fue de 632 habitantes, distribuidos en las siguientes localidades:
- Begovac - 16
- Blata - 23
- Lička Jesenica - 100
- Saborsko - 238

| Gráfica de población de Saborsko 1857-2011                          |
|                                                                     |
| Según los censos de población de la oficina estadística de Croacia. |